# Waldemar Zorn (Politiker)
Waldemar Zorn (* 6. Dezember 1938 in Hettstadt; † 16. Dezember 2008 in Würzburg) war ein deutscher Politiker (CSU) und von 1996 bis 2008 Landrat des Landkreises Würzburg.

## Leben
Von 1975 bis 1996 war Waldemar Zorn Bürgermeister der Gemeinde Hettstadt. Von 1978 bis 1996 war er Kreisrat und stellvertretender Landrat des Landkreises Würzburg. 1996 wurde der Kreisvorsitzende erstmals zum Landrat gewählt und 2002 mit 61,9 % der Stimmen in diesem Amt bestätigt. Im Sommer 1997 realisierte er, nachdem er und sein Stellvertreter Andreas Oestemer (Bürgermeister von Leinach) bereits 1996 im Jugendhaus von Leinach eine Gruppe Jugendlicher aus der israelischen Region Mateh Jehuda begrüßt hatten, eine Partnerschaft des Landkreises Würzburg mit Matte Yehuda.
Waldemar Zorn war verheiratet und Vater von drei Söhnen.

## Ehrungen
- 2001: Bundesverdienstkreuz am Bande
- 2008: Ritter des Ordens vom Heiligen Papst Silvester[4]